# Rollin' Man
『Rollin' Man』（ローリン・マン）は、日本のバンド、WAGの7枚目のシングル。

## 概要・解説
表題曲・カップリングをメンバー全員のみで制作された。但し、JASRACでの登録は個人別になっている。

## 批評
CDジャーナルは「根底に見え隠れしたブルージーな味。シンプルそうに魅せて、実は派手やかな演出も施したエッジするどいロックなビート。力強くシャウトする歌声。新しさと往年の二味を満喫した」と評した。

## 収録曲
1. Rollin' Man
2. Rising Generation
3. Rollin' Man (instrumental)